# Skellamova porazdelitev
Skellamova porazdelitev je diskretna porazdelitev (nezvezna) porazdelitev razlike n1- n2 dveh statistično neodvisnih slučajnih spremenljivk n1 in n2, ki imata Poissonovo porazdelitev z različnima pričakovanima vrednostima µ1 in µ1 . 

## Lastnosti

### Funkcija verjetnosti
Funkcija verjetnosti za Skellamovo porazdelitev za k = n1 - n2 iz dveh porazdelitev, ki sta porazdeljeni po Poissonovi porazdelitvi s pričakovanima vrednostima µ1 in µ1 je
{\displaystyle f(k;\mu _{1},\mu _{2})=e^{-(\mu _{1}+\mu _{2})}\left({\mu _{1} \over \mu _{2}}\right)^{k/2}I_{|k|}(2{\sqrt {\mu _{1}\mu _{2}}})}
kjer je 
- {\displaystyle I_{k}(z)\!} Besslova funkcija prve vrste

### Pričakovana vrednost
Pričakovana vrednost je enaka 
{\displaystyle \mu _{1}-\mu _{2}\,}.

### Varianca
Varianca je enaka 
{\displaystyle \mu _{1}+\mu _{2}\,}.